# Crosta lattea
La crosta lattea è una forma di dermatite seborroica che interessa solitamente la cute del lattante.
La crosta lattea è una condizione molto diffusa che può essere associata con seborrea e forfora, ed in genere, è una carenza di biotina, dovuta all'assenza di una flora intestinale normale. Molti studi hanno dimostrato che la crosta, un disturbo comune della pelle nei neonati e nei bambini, non è nociva e tenda a scomparire nel tempo. Il sintomo più evidente sono le croste squamose rosse o gialle sulla testa. Le croste generalmente non pruriscono né disturbano il bambino. Oltre che sul cuoio capelluto, possono comparire croste anche sulla fronte, sulle orecchie, sulla zona attorno al naso e sull'inguine. In alcuni casi può verificarsi la caduta dei capelli.
Il trattamento iniziale dei casi lievi e localizzati è conservativo e consiste nell'applicazione quotidiana di un emolliente, come olio di mandorle dolci o vaselina, seguito dal lavaggio con uno shampoo delicato. L'emolliente ammorbidisce le croste, rendendole più facili da rimuovere con una spazzola, uno spazzolino da denti o un pettine morbido. Più a lungo l'emolliente rimane a contatto con le croste, più facile sarà rimuoverlo. Nei casi in cui la condizione non migliora con il trattamento conservativo, si può provare un trattamento antimicotico, emulsioni come ketoconazolo 2% o steroidi unguenti come idrocortisone 1% per circa 1–2 settimane. La comparsa di nuove croste può essere prevenuta continuando a lavare quotidianamente il cuoio capelluto con lo shampoo.
Condizioni con sintomi simili includono dermatite atopica e impetigine, sebbene la dermatite atopica causi prurito da moderato a grave. La crosta lattea è una condizione comune, che colpisce circa il 10% dei bambini in i primi tre mesi di vita. La condizione è più comune intorno ai tre mesi di vita, diminuendo progressivamente fino al primo anno. Intorno al secondo anno di vita, la prevalenza è del 7%.